# Schagen
Schagen là một đô thị ở tỉnh Noord-Holland của Hà Lan, ở vùng West-Frisia. Schagen nhận được tư cách thành phố năm 1415.